# Paul Stanley (Album)
Paul Stanley ist das 1978 aufgenommene und veröffentlichte Soloalbum des Kiss-Gitarristen und Sängers Paul Stanley.

## Entstehungsgeschichte
Kiss hatten bis von 1974 bis 1977 im Durchschnitt jeweils halbjährlich ein neues Album veröffentlicht und mit Love Gun und Alive II den Höhepunkt ihres bisherigen Schaffens erreicht. 1976 hatte die Gruppe ihren Vertrag mit Casablanca Records erneuert, und dieser sah vor, dass die Schallplattenfirma von jedem Mitglied der Gruppe die Veröffentlichung eines Soloalbums fordern konnte, wobei die Veröffentlichung von zwei Soloalben der Herausgabe von je einem Kiss-Album gleichgestellt war. Vier Soloalben bedeuteten also, dass die Gruppe zwei weitere Studioverpflichtungen aus ihrem Vertrag erfüllt gehabt hätte. Die Idee, überhaupt Soloalben aufzunehmen, stammte von Manager Bill Aucoin und Casablanca-Chef Neil Bogart und wurde auf ihren Wunsch in den Vertrag aufgenommen.
Im Juni 1978 begaben sich die vier Mitglieder der Gruppe in unterschiedliche Studios, um ihre jeweiligen Soloalben aufzunehmen.
Paul Stanley nahm sein Album, das er auch selbst produzierte, in drei verschiedenen Studios auf: In den Electric Lady Studios in New York, im The Village Recorder und in den Record Plant in Los Angeles. Die Sängerinnen Diana Grasselli, Maria Vidal und Miriam Valle, die bei Move On zu hören sind, waren Mitglieder der Gruppe Rouge, der Band von Desmond Child.

### Beteiligte Musiker
- Paul Stanley – Gesang, Gitarre, E-Bow
- Bob Kulick – Gitarren
- Steve Buslowe – E-Bass Titel 1, 2, 3, 4 & 5
- Richie Fontana – Schlagzeug Titel 1, 2, 3 & 4
- Eric Nelson – E-Bass Titel 6, 7, 8 & 9
- Craig Krampf – Schlagzeug Titel 6, 7, 8 & 9
- Carmine Appice – Schlagzeug Titel 5
- Peppy Castro – Backing Vocals Titel 3 & 7
- Diana Grasselli – Backing Vocals Titel 2
- Doug (Gling) Katsaros – Piano Titel 7
- Miriam Naomi Valle – Backing Vocals Titel 2
- Maria Vidal – Backing Vocals Titel 2

### Cover
Alle Soloalben der Kiss-Mitglieder hatten ein Cover, das das maskierte Gesicht des jeweiligen Künstlers zeigte. Die Porträts waren von Eraldo Carugati gezeichnet worden. Jedes Porträt hatte eine eigene Hintergrundfarbe: Peter Criss war grün hinterlegt, Gene Simmons rot, Ace Frehley blau und Paul Stanley violett. Zu jedem Album gehörte ein Poster, das durch Formgebung an den Rändern zu einem der anderen drei Poster passte, sodass beim Kauf aller vier Alben ein großes Poster entstand, das alle vier Mitglieder zeigte. Außerdem war den Alben je ein Bestellschein für Merchandise-Artikel beigelegt.

## Veröffentlichung
Die Soloalben aller vier Kiss-Mitglieder wurden am 18. September 1978 in den USA veröffentlicht, die Auflage betrug 4 Millionen Alben, jeweils eine Million Alben pro Mitglied der Gruppe. Alle vier Alben wurden am 2. Oktober 1978 mit Gold und Platin ausgezeichnet, Stanleys Album erreichte Platz 40 der Billboard 200. Für Casablanca Records war die Veröffentlichung der Alben ein finanzielles Fiasko, denn die meisten Fans konnten es sich ganz einfach nicht leisten, alle vier Alben auf einmal zu kaufen. Da Casablanca dem Handel eine „100% Return Policy“ angeboten hatte, wiederholte sich, was dem Label schon 1975 passiert war: Die Rücklieferungen waren enorm.
Casablanca Records gab die Soloalben als Kiss-Alben heraus, von Mitgliedern der Gruppe werden sie daher auch gerne für die Gesamtzahl an Auszeichnungen, die die Band erringen konnte, hinzugezogen. Zudem wurden die Alben alle mit dem Logo der Band versehen. Die Recording Industry Association of America (RIAA) dagegen erkennt sie nicht als Bandalben an, sondern führt sie unter den Namen der jeweiligen Künstler, sodass sie tatsächlich nicht zu den Auszeichnungen für Kiss hinzugerechnet werden.

## Tracklist
1. 4:40 Tonight You Belong to Me (Gesang: Paul Stanley; Text und Musik: Paul Stanley)
2. 3:11 Move On (Gesang: Paul Stanley; Text und Musik: Paul Stanley, Mikel Japp)
3. 3:35 Ain't Quite Right (Gesang: Paul Stanley; Text und Musik: Paul Stanley, Mikel Japp)
4. 3:18 Wouldn't You Like to Know me? (Gesang: Paul Stanley; Text und Musik: Paul Stanley)
5. 5:34 Take me Away (Together as One) (Gesang: Paul Stanley; Text und Musik: Paul Stanley)
6. 3:34 It's Alright (Gesang: Paul Stanley; Text und Musik: Paul Stanley)
7. 3:40 Hold Me, Touch Me, (Think of Me When We're Apart) (Gesang: Paul Stanley; Text und Musik: Paul Stanley)
8. 3:33 Love in Chains (Gesang: Paul Stanley; Text und Musik: Paul Stanley)
9. 4:09 Goodbye (Gesang: Paul Stanley; Text und Musik: Paul Stanley)